# Armando Contreras
Armando Contreras   (Regió d'Antofagasta, 15 de juny de 1919 - Santiago de Xile, 3 d'agost de 1991), conegut com a Norton Contreras, fou un futbolista xilè de la dècada de 1940.
Fou 14 cops internacional amb la selecció de Xile amb la qual participà en els campionats sud-americans de 1941, 1942 i 1945.
Pel que fa a clubs, defensà els colors de Colo-Colo, Banfield i América.